# Monte Carlo
 For alternative betydninger, se Monte Carlo (flertydig). (Se også artikler, som begynder med Monte Carlo)
Monte Carlo er et velstående distrikt i bystaten Monaco, kendt for sit kasino, Casino de Monte Carlo, strandene og glamouren. Store dele af Formel 1s Monaco Grand Prix er henlagt til Monte Carlo. Her har man også shoppingmuligheder for den, som gerne vil have den absolutte luksus.
Totalt har Monte Carlo ca. 30.000 indbyggere.